# Corentin Lobet
Pour les articles homonymes, voir Lobet.
Corentin Lobet est un acteur belge.

## Filmographie

### Cinéma
- 2004 : Demain on déménage : un déménageur
- 2005 : Le Couperet : le jeune chauffeur
- 2005 : La Trahison : Marion
- 2006 : Indigènes
- 2007 : Voleurs de chevaux : Grigori
- 2008 : Séraphine : l'interne
- 2009 : Diamant 13 : Jesus
- 2009 : Menteur : Daniel
- 2009 : Rapt : le jeune ravisseur
- 2010 : Hors-la-loi : Gimenez
- 2012 : Torpedo : le télémarketeur
- 2012 : Une Estonienne à Paris : Olivier
- 2012 : Tango libre : le greffier
- 2013 : 12 ans d'âge : le serveur du PMU
- 2013 : Post partum : l'agriculteur
- 2013 : Je fais le mort : Servaz
- 2013 : Moroccan Gigolos : le touriste policier
- 2014 : Son épouse : le gendarme
- 2014 : Le Dernier Diamant : le fourgue
- 2014 : Le Grimoire d'Arkandias : l'employé de la bibliothèque
- 2015 : Rendez-vous : l'homme qui bricole
- 2015 : Keeper : le coordinateur
- 2016 : La Tour de contrôle infernale : le correcteur des Moustachious
- 2016 : Pericle il Nero
- 2017 : Chez nous : Yo
- 2017 : Le Fidèle
- 2025 : L'Été de Jahia : le professeur

### Télévision
- 2003 : La Maison du canal : Jeff
- 2003 : T'as voulu voir la mer... : le facteur
- 2005 : Le Piège du Père Noël : l'agent de police
- 2009 : Ce jour-là, tout a changé : Lemoine (1 épisode)
- 2009 :  PJ : Yohann Kalinski (1 épisode)
- 2010 : Mademoiselle Drot : le jeune curé
- 2012 : À tort ou à raison (1 épisode)
- 2014 : Marie Curie, une femme sur le front : le soldat au barrage
- 2014 : The Missing : Guillaume (1 épisode)
- 2016 : La Trêve : Ivan Vanhoutte (7 épisodes)
- 2017 : Souviens-toi: Lieutenant Donche (6 épisodes)
- 2021 : Braqueurs: Boyz

## Nomination
- Magritte 2015 : Nomination au Magritte du meilleur espoir masculin pour Je fais le mort.